# Alexander Alexandrowitsch Frolow
Alexander Alexandrowitsch Frolow (russisch Александр Александрович Фролов; * 19. Juni 1982 in Moskau, Russische SFSR) ist ein russischer Eishockeystürmer, der seit Juli 2018 bei den Daemyung Killer Whales in der Asia League unter Vertrag steht.

## Karriere
Alexander Frolow begann seine Karriere 1999 bei der zweiten Mannschaft von Lokomotive Jaroslawl in der dritten Spielklasse. Durch seine guten Leistungen empfahl er sich bei den nordamerikanischen Teams und so wurde er im NHL Entry Draft 2000 von den Los Angeles Kings in der ersten Runde an Position 20 ausgewählt. Im selben Jahr wechselte er zu Krylja Sowetow Moskau und spielte für das Team 2000/01 in der Wysschaja Liga und im Jahr darauf in der Superliga. 2002 wurde er Juniorenweltmeister.
Im Herbst 2002 wechselte er schließlich nach Nordamerika und wurde sofort in den NHL-Kader der Kings aufgenommen. Während er in seinem ersten Jahr 31 Punkte holte, schaffte er in der Saison 2003/04 bereits 48. Die NHL-Saison 2004/05 fiel wegen des Lockout aus und Frolow kehrte zurück in seine Heimat und bestritt die Saison bei HK ZSKA Moskau und HK Dynamo Moskau.
Vor der Saison 2005/06 war Frolow zwar vertragslos, aber als Restricted Free Agent immer noch an die Los Angeles Kings gebunden. Beide Parteien konnten sich nicht auf einen neuen Vertrag einigen und Frolow unterschrieb für ein Jahr beim HK Awangard Omsk in der russischen Superliga, doch nur wenig später akzeptierte er einen Fünf-Jahres-Vertrag über insgesamt 14,5 Millionen US-Dollar und kehrte zurück nach Los Angeles. Im Februar 2006 nahm er an den Olympischen Winterspielen in Turin teil, doch im dritten Spiel des Turniers verletzte er sich an der Schulter und musste fast einen Monat pausieren. Trotzdem verlief die Saison relativ positiv für ihn, denn er konnte seine Punkteausbeute erneut steigern.
Zu Beginn der Saison 2006/07 entwickelte sich Frolow zum besten Scorer der Los Angeles Kings. Auch in den folgenden drei Spielzeiten erzielte der Russe über 50 Punkte pro Saison. Nach der Saison 2009/10 wurde er ein sogenannter Unrestricted Free Agent und entschied sich für ein Engagement bei den New York Rangers, bei denen er am 27. Juli 2010 einen Kontrakt für ein Jahr unterzeichnete. Bei den Rangers kam Frolow regelmäßig zum Einsatz und verbuchte 16 Punkte in 43 Spielen, bevor er sich im Januar 2011 das Kreuzband riss und eine Verletzung im rechten Knie erlitt, die das Saisonende zur Folge hatte. Diese Verletzung hatte er sich am 8. Januar 2011 im Spiel gegen die St. Louis Blues zugezogen, als deren Stürmer Brad Winchester über Frolows Bein gefallen war.
Im Mai 2011 unterschrieb Frolow einen Kontrakt für drei Jahre beim HK Awangard Omsk in der Kontinentalen Hockey-Liga, ehe er im November 2013 zusammen mit Stanislaw Jegorschew im Tausch gegen Sergei Schirokow und Maxim Gontscharow an den HK ZSKA Moskau abgegeben wurde und bis Saisonende 10 Scorerpunkte in 33 Partien für den ZSKA sammelte.

## Erfolge und Auszeichnungen
- 2003 Teilnahme am NHL YoungStars Game
- 2005 Russischer Meister mit dem HK Dynamo Moskau

### International
- 2000 Silbermedaille bei der U18-Junioren-Weltmeisterschaft
- 2002 Goldmedaille bei der U20-Junioren-Weltmeisterschaft
- 2007 Bronzemedaille bei der Weltmeisterschaft
- 2009 Goldmedaille bei der Weltmeisterschaft
- 2010 Silbermedaille bei der Weltmeisterschaft

## Statistik
(Stand: Ende der Saison 2016/17)